# 澳門巴士33路線
澳門巴士33路線是由新福利經營，往返筷子基和柯維納馬路的巴士路線。

## 簡介及歷史
- 1990年8月15日，本線開設，由新福利營運，途經提督馬路、沙梨頭、內港、新馬路、葡京、嘉樂庇總督大橋、凱悦、官也街、地堡街及賽馬會。

- 2005年4月8日，為配合嘉樂庇總督大橋進行維修和亞馬喇前地改造工程，本線改道行駛，往筷子基方向取消停靠亞馬喇前地中國銀行大廈旁的巴士站。[1]
  - 澳門往氹仔：原線 → 殷皇子大馬路 → 亞馬喇前地 → 蘇亞利斯博士大馬路 → 何鴻燊博士大馬路 → 西灣湖景大馬路 → 西灣大橋 → 海洋花園大馬路 → 史伯泰海軍將軍馬路 → 原線
  - 氹仔往澳門：原線 → 史伯泰海軍將軍馬路 → 海洋花園大馬路 → 西灣大橋 → 西灣湖景大馬路 → 何鴻燊博士大馬路 → 西灣街 → 南灣大馬路 → 約翰四世大馬路 → 殷皇子大馬路 → 新馬路 → 原線

- 2005年10月5日，嘉樂庇總督大橋恢復有限度通車，本線恢復原線行駛。[2]

- 2014年3月15日，配合巴士站分流，取消停靠「氹仔花城」站。[3]

- 2016年1月16日，取消06:18-06:48賽馬會前往筷子基之班次。另外，調整本線服務時間為05:30-00:30，班距為3-8分鐘。

- 2016年6月25日，因配合輕軌高架橋吊裝工作，取消停靠「黑橋／地堡街」站、「澳門運動場」站，改停靠「基馬拉斯／濠景」站。

- 2016年9月24日：[4]
  - 「孫逸仙馬路／三家村」站與「泉亮花園」站合併，分別命名為「泉亮花園」和「泉裕豪庭」，改停靠「泉裕豪庭」站；
  - 「亞利雅架前地」站與「寶龍花園」站合併，命名為「百利寶花園」站。

- 2016年10月9日，配合氹仔運動場圓形地及周邊道路恢復，恢復停靠「黑橋／地堡街」、「澳門運動場」站。[5]

- 2018年6月30日，因新馬路排水系統工程影響，暫不停靠「新馬路／爐石塘」、「殷皇子馬路」站，臨時停靠「粵通碼頭」、「河邊新街／下環」站。

- 2018年8月17日起，新馬路恢復雙向行車，本線恢復原線行駛。

- 2019年4月6日，為配合“內港北雨水泵站箱涵渠建造工程”，暫不停靠“十六浦”站。

- 2019年7月27日起，多個巴士站開始改名／站點變更：
  - “水上街市”站改名為“沙梨頭街市”；
  - “第二警司處”站改名為“北區警司處”；
  - 取消停靠“土地廟前地”站，改停靠“沙梨頭／華寶工業大廈”站。

- 2019年8月31日起，因“內港北雨水泵站箱涵渠建造工程”已完工，本線恢復原線停靠。

- 2019年12月28日起，配合輕軌氹仔線投入服務，新增停靠「柯維納馬路」站，並以本站為循環點。同時因應輕軌氹仔線的開啟，因此往氹仔方向的電牌由「氹仔」改為「柯維納馬路」。[6]

- 2020年7月26日起，因“罅些喇提督大馬路加建排洪雨水管道工程”影響，暫不停靠“提督／紅街市”、“蓮峰游泳池”站，臨時停靠「勞校幼稚園附近臨時站」、“筷子基衛生中心”站。[7]

- 2021年11月8日至2022年5月21日，因工程關係，暫不停靠「泉悅花園」、「嘉模泳池」、「氹仔官也街」站，臨時停靠「奧林匹克大馬路」站，以及位於「黑橋／地堡街」站的附近臨時站。

- 2022年6月25日至8月30日，因應市政署開展“雅廉訪大馬路排洪雨水管道下游管段擴容工程”，暫不停靠“蓮峰游泳池”、“北區警司處”、“白朗古／跑狗場”。[8][9]

- 2022年7月11日至17日，本線改以特別巴士專線方式營運，僅供特許人士乘搭。[10][11]

- 2022年7月18日至22日，因宣佈延長“相對靜止管理”措施，本線維持上述措施。[12]

- 2022年7月26日至8月15日，因提督馬路進行管道鋪設工程臨時巴士措施，「提督／高士德」站暫停使用，臨時停靠「昌明花園」站。[13]

- 2023年7月3日起，為理順和明確巴士站名稱，“新馬路／永亨”站改名為“新馬路／華僑”。[14]

## 使用車輛
本線開辦初期，主要採用三菱Rosa小巴行駛，後來改為以1997年平治O814型中巴為主力。隨著客量增長，原有的平治巴士不足以應付龐大需求，本線改為採用大型巴士行駛，例如1989年三菱Fuso大巴。
- Dennis Dart
- Dennis Dart SLF 10米
- 蘇州金龍10米大巴
- 蘇州金龍12米大巴（多數由馬會單頭開出）
- 蘇州金龍KLQ6108GQ30
- Dennis Dart SLF 11米
- 蘇州金龍KLQ6109GQ
- 蘇州金龍KLQ6108GQ28E4
- 蘇州金龍KLQ6108GQE5
- 蘇州金龍KLQ6106GHEV1
- 蘇州金龍KLQ6106GHEV2

## 電牌
| 往氹仔方向       | 往氹仔方向  | 往氹仔方向 |
| 日期             | 頭牌        | 圖例       |
| ---------------- | ----------- | ---------- |
| 2011年8月1日前   | 氹仔 賽馬會 |            |
| 2019年12月28日前 | 氹仔        |            |
| 2019年12月28日起 | 柯維納馬路  |            |
| 往澳門方向       |             |            |
| 日期             | 頭牌        | 圖例       |
| 開線至今         | 筷子基      |            |

## 路線資料

### 收費
| 收費類別     | 收費類別                      | 收費類別             | 費用 |
| ------------ | ----------------------------- | -------------------- | ---- |
| 現金         | 現金                          | 現金                 | $6.0 |
| 境外支付工具 | 支付寶（內地及香港）          | 支付寶（內地及香港） | $6.0 |
| 境外支付工具 | 雲閃付 非綁定澳門銀聯卡       |                      | $6.0 |
| 境外支付工具 | 微信支付（內地及香港）        |                      | $6.0 |
| 境外支付工具 | 交通聯合 非澳門發行的全國通卡 |                      | $6.0 |
| 境內支付工具 | 澳門通                        | 全民卡               | $3.0 |
| 境內支付工具 | 澳門通                        | 學生卡               | $1.5 |
| 境內支付工具 | 澳門通                        | 長者卡               | 免費 |
| 境內支付工具 | 澳門通                        | 殘疾卡               | 免費 |
| 境內支付工具 | 聚易用＋                      | 聚易用＋             | $3.0 |

### 服務時間及班距
| 服務時間                      | 服務時間   | 每天        |
| ----------------------------- | ---------- | ----------- |
| 筷子基總站                    | 筷子基總站 | 05:30-00:30 |
| 班距                          | 尖峰       | 4-8分鐘     |
| 班距                          | 離峰       | 6-10分鐘    |
| 懸掛8號風球後15分鐘開出尾班車 |            |             |

### 路線停站
| 1  | M26/5   | 筷子基總站           |        |
| 2  | M10/2   | 台山街市             |        |
| 3  | M16/1   | 提督馬路／雅廉訪     |        |
| 4  | M109    | 提督／高士德         |        |
| 5  | M112    | 沙梨頭／華寶工業大廈 |        |
| 6  | M127    | 海邊新街             |        |
| 7  | M125    | 栢港停車場           |        |
| 8  | M143    | 新馬路／爐石塘       |        |
| 9  | M170/1  | 殷皇子馬路           |        |
| 10 | M172/11 | 亞馬喇前地           |        |
| 11 | T403    | 史伯泰／麗景灣       |        |
| 12 | T304    | 氹仔大中華廣場       |        |
| 13 | T310/1  | 泉裕豪庭             |        |
| 14 | M318    | 泉悅花園             |        |
| 15 | T319    | 嘉模泳池             |        |
| 16 | T320    | 氹仔官也街           |        |
| 17 | T321/2  | 氹仔中葡小學         | 排角站 |
| 18 | T323    | 黑橋／地堡街         |        |
| 19 | T324/2  | 澳門運動場           |        |
| 20 | T326/5  | 柯維納馬路           | 馬會站 |
| 21 | T332/1  | 南新花園             | 馬會站 |
| 22 | T325/2  | 華寶花園             |        |
| 23 | T339/2  | 花城公園             |        |
| 24 | T311/2  | 百利寶花園           |        |
| 25 | T308/3  | 氹仔電訊             |        |
| 26 | T300    | 史伯泰／盧廉若       |        |
| 27 | T330/1  | 蘇利安圓形地         |        |
| 28 | M172/3  | 亞馬喇前地           |        |
| 29 | M171/2  | 中區／殷皇子馬路     |        |
| 30 | M134    | 新馬路／華僑         |        |
| 31 | M132/1  | 十六浦               |        |
| 32 | M129    | 沙梨頭街市           |        |
| 33 | M114    | 沙梨頭海邊街         |        |
| 34 | M113    | 提督／紅街市         |        |
| 35 | M14     | 蓮峰游泳池           |        |
| 36 | M12     | 北區警司處           |        |
| 37 | M31     | 白朗古／跑狗場       |        |
| 38 | M26/5   | 筷子基總站           |        |

## 客量
- 本線可以說是氹仔「線王」，由於該線途經市中心新馬路、主要旅遊區等人口密度高地區，加上氹仔人口增長，巴士需求量上升，再加上往返氹仔的通勤需求越來越大，因此，雖然在上午尖峰時段的班次達到3分鐘一班，但也經常出現滿載的情況，3-4輛巴士同時滿載上落客的情況亦十分常見。

- 2016年9月份，交通事務局局長林衍新稱，3及33路線日載客量更接近3萬人次，為全澳最多乘客乘坐的路線，未來有需要對相關線路加開特班車或改用更大型巴士載客。

- 2019年9月，33路線日均載客量為28211人次，僅次於3路線。

- 根據2020年公報，本線在2019年度共開出86,074班，乘車人次為8,783,426人次，平均每班接載102人次。

- 根據2022年第一季統計，日均乘客量達21,871人次，僅次於3路線。[15]

- 根據2022年第二季統計，日均乘客量達20,456人次，但被MT4路線超越。[16]

- 根據2023年第一季統計，日均乘客量達22,964人次，比第二名25B多出200多人，重回榜首。[17]

## 重大意外
- 2009年2月19日，一輛33路線Dennis Dart大巴，在行經新馬路往氹仔方向時，懷疑閃避途人失控，撞到路旁的騎樓柱，造成巴士上10名乘客受傷。事故發生的行車線、一度要封閉大約半小時，交通受阻。
- 2017年3月22日晚上11時，兩輛新福利巴士（車隊編號：K173、K182），分別是往氹仔及往澳門行駛的26A及33路線，於大橋上迎面相撞，造成達32人受傷，事故更令大橋封閉至清晨，而該意外更成為本澳至今傷者人數最多的單一交通事故。[18]

- 2020年11月7日，一輛33路線金龍KLQ6108GQE5大巴（車隊編號：K405），在氹仔地堡街近氹仔中葡學校，懷疑機件故障，撞入氹仔地堡街商舖。事故造成在巴士上的兩男四女，及在商舖工作的一名男外僱受傷。全數送往山頂醫院治理。其中，男外僱身體多處裂傷、出血及肋骨骨折。需要接受手術及留院治療，目前情況穩定。其餘傷者情況良好，接受治療和觀察後，已離開醫院。事故令氹仔地堡街、飛能便度街路段，封閉四個小時。待巴士拖離及清理現場後重開。[19]

## 註解
1. ↑   註:

## 外部連結
- 澳門新福利公共汽車有限公司（官方網站） （页面存档备份，存于）